# Белларія-Іджеа-Марина
Белларія-Іджеа-Марина (італ. Bellaria-Igea Marina) — муніципалітет в Італії, у регіоні Емілія-Романья,  провінція Ріміні.
Белларія-Іджеа-Марина розташована на відстані близько 260 км на північ від Рима, 100 км на південний схід від Болоньї, 15 км на північний захід від Ріміні.
Населення — 19 517 осіб (2014).

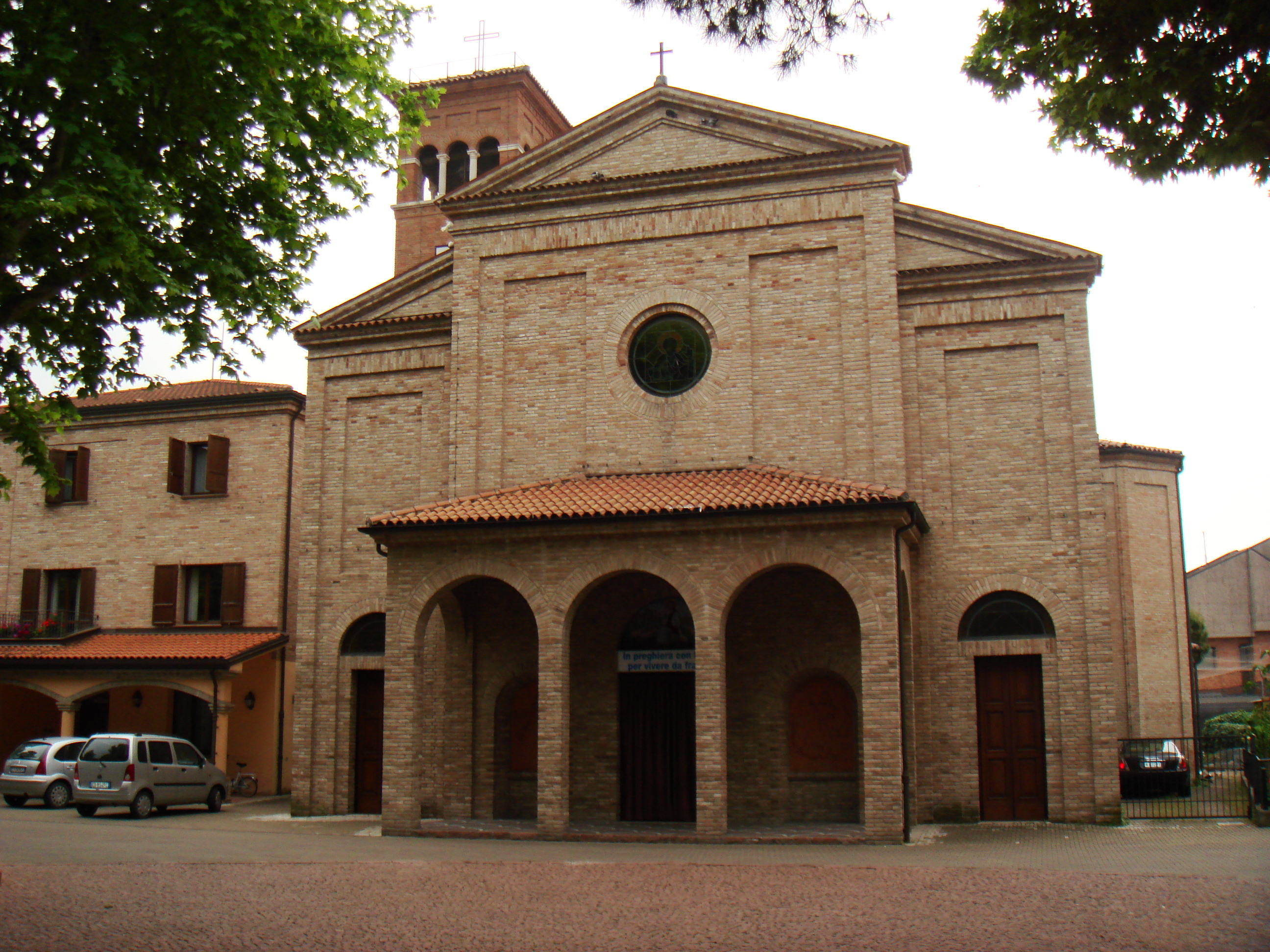

Щорічний фестиваль відбувається 9 лютого. Покровитель — Sant'Apollonia.

## Демографія
Населення за роками:

Станом на 1 січня 2023 року в муніципалітеті офіційно проживало 2236 іноземців з 66 країн, серед них 441 громадянин країн Євросоюзу та 187 громадян України.

## Сусідні муніципалітети
- Ріміні
- Сан-Мауро-Пасколі